# Fort Arnala
El Fort Arnala és antic fortí assetjat pel general britànic Goddard el 1781, durant la guerra Maratha. És en una illa de l'estat de Maharashtra, al districte de Thana a uns 13 km al nord de Vasai (Bassein), a la boca del riu Waitarna.